# Ахалаани
Ахалаани (груз. ახალაანი) — село в Грузии, в муниципалитете Душети края Мцхета-Мтианети. 

## География
Село расположено в центральной части края, в 2 километрах по прямой к северу от центра муниципалитета Душети. Высота центра — 1060 метров над уровнем моря.

## Население
По данным переписи населения 2014 года, в селе проживало 13 человек.
| Год  | Население | Мужчины | Женщины |
| ---- | --------- | ------- | ------- |
| 2002 | 24        | 11      | 13      |
| 2014 | 13        | 7       | 6       |